# Parsley, Sage, Rosemary and Thyme
Parsley, Sage Rosemary and Thyme é o terceiro álbum de estúdio da dupla de folk rock Simon and Garfunkel.
Suas 12 músicas vão desde adaptação de música medieval a retratos musicais da cidade de Nova Iorque, terra natal dos músicos. Foi originalmente lançado em vinil em 1966.
Em 2003, o álbum foi classificado no número 201 na lista da revista Rolling Stone dos 500 melhores álbuns de todos os tempos.

## Faixas
1. "Scarborough Fair - Canticle"
2. "Patterns"
3. "Cloudy"
4. "Homeward Bound"
5. "The Big Bright Green Pleasure Machine"
6. "The 59th Street Bridge Song (Feeling Groovy)"
7. "The Dangling Conversation"
8. "Flowers Never Bend With The Rainfall"
9. "A Simple Desultory Philippic (Or How I Was Robert McNamara'd into Submission)"
10. "For Emily, Whenever I May Find Her"
11. "A Poem On The Underground Wall"
12. "7 O'clock News - Silent Night"

## Desempenho nas paradas musicais
| parada musical (1966)   | Melhor posição        |
| ----------------------- | --------------------- |
| Australian Albums Chart | 14[carece de fontes?] |
| UK Albums Chart         | 13                    |
| US Album Charts         | 4[carece de fontes?]  |